# Aubria masako
Aubria masako е вид жаба от семейство Pyxicephalidae. Видът не е застрашен от изчезване.

## Разпространение
Разпространен е в Габон, Демократична република Конго, Камерун и Централноафриканска република.

## Описание
Популацията на вида е намаляваща.